# Suzuki DL650 V-Strom
Suzuki DL650 V-Strom je motocykl japonské automobilky Suzuki, kategorie cestovní enduro.

## Historie
Výroba modelu Suzuki DL650 V-Strom byla zahájena v roce 2003. Konstrukčně i proporcemi je téměř shodný s modelem Suzuki DL1000 V-Strom, který se objevil v roce 2002. Jeho předchůdcem byl model Suzuki XF 650 Freewind.

## Technické parametry
- Suchá hmotnost: 190 kg
- Rám: dvojitý páteřový z lehkých slitin
- Druh kol: litá
- Nejvyšší rychlost: 180 km/h
- Spotřeba paliva: 6,2 l/100 km

## Změny

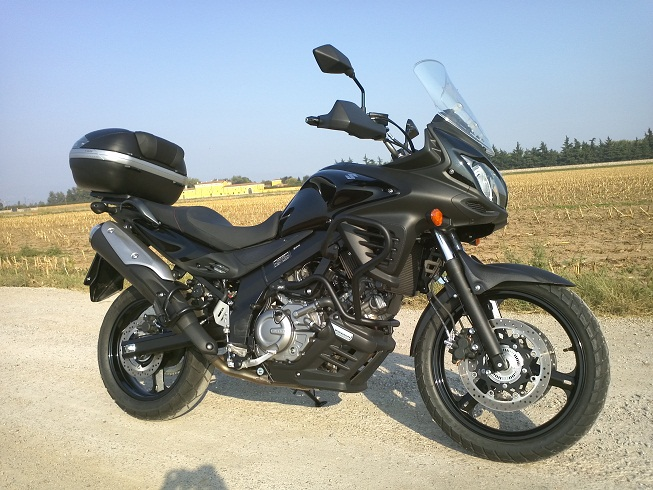
Model 2012

- 2007 – ABS, rozvor 1554,jiný výfukový system
- 2011 – nový model